# Euseius rhododendronis
Euseius rhododendronis är en spindeldjursart som först beskrevs av Gupta 1970.  Euseius rhododendronis ingår i släktet Euseius och familjen Phytoseiidae. Inga underarter finns listade i Catalogue of Life.